# Hymenoplia hirsutissima
Hymenoplia hirsutissima är en skalbaggsart som beskrevs av Baguena 1956. Hymenoplia hirsutissima ingår i släktet Hymenoplia och familjen Melolonthidae. Inga underarter finns listade i Catalogue of Life.